# Ruth Eissler-Selke
Ruth Eissler-Selke, née à Odessa le 21 février 1906 et morte à New York le 7 octobre 1989, est un médecin et psychanalyste américaine d'origine allemande. 

## Biographie
Son père dirige une banque puis est négociant en exportation de céréales. Sa mère, Jenny Selke née Lewin est née le 17 mai 1877 à Varsovie. Sa famille déménage plusieurs fois durant ses études secondaires, qu'elle fait au lycée à Odessa, Hambourg et Dantzig. Elle obtient l'abitur en 1925. Elle fait ses études de médecine à l'université de Fribourg, qu'elle finit en 1930. Elle se spécialise en psychiatrie et exerce à Heidelberg et Stuttgart. Elle soutient une thèse de doctorat en médecine, consacrée à l'hygiène sociale en ce qui concerne l'alcoolisme et la tuberculose à l'université de Heidelberg (1932). 
Lors de la venue au pouvoir d'Hitler en 1933, elle s'exile à Vienne et travaille à l'hôpital de Rosenhügel, tout en se formant à la psychanalyse. Elle fait une analyse avec Theodor Reik puis avec Richard Sterba lorsque le premier s'exile aux Pays-Bas. Elle est admise comme membre de la Société psychanalytique de Vienne en 1937.  
Elle épouse en 1936 le psychiatre et psychanalyste Kurt R. Eissler, cofondateur des Archives Sigmund Freud. Ils s'exilent aux États-Unis en mars 1938, au moment de l'Anschluss, d'abord à Chicago, où elle devient membre et didacticienne à la Chicago Psychoanalytic Society, tout en travaillant comme pédopsychiatre à l'hôpital. Elle est notamment l'analyste de Heinz Kohut. Son mari et elle s'installent à New York en 1948, où elle est membre et didacticienne de la New York Psychoanalytic Society.
Elle est d'abord secrétaire, puis vice-présidente de l'Association psychanalytique internationale et de 1950 à 1985, est l'une des éditeurs de la revue The Psychoanalytic Study of the Child, créée par Anna Freud, Heinz Hartmann et Ernst Kris. Elle écrit des poèmes et un roman resté inédit.